# Тяннассілма (Елва)
Тя́ннассілма (ест. Tännassilma küla) — село в Естонії, у волості Елва повіту Тартумаа.

## Населення
Чисельність населення на 31 грудня 2011 року становила 47 осіб.

## Історія
До 24 жовтня 2017 року село входило до складу волості Пуг'я.